# Денисов, Осип Андреевич
Осип Андреевич Денисов (1912—1957) — сержант Рабоче-крестьянской Красной Армии, участник Великой Отечественной войны, Герой Советского Союза (1945).

## Биография
Осип Денисов родился 2 августа 1912 года в деревне Подлопатки (ныне — Мухоршибирский район Бурятии) в крестьянской семье. Окончил три класса школы, после чего работал в родительском хозяйстве, позднее вступил в колхоз. С 1930 года проживал в Кемерово, работал на строительстве шахт, позднее стал забойщиком. В 1934—1936 годах служил в Рабоче-крестьянской Красной Армии. Демобилизовавшись, приехал в Улан-Удэ, где работал грузчиком. Осенью 1941 года Денисов был повторно призван в армию. С февраля 1942 года — на фронтах Великой Отечественной войны. Принимал участие в боях на Северо-Западном, Сталинградском, Калининском, 2-м Прибалтийском фронтах. К августу 1944 года гвардии сержант Осип Денисов командовал отделением 341-го гвардейского стрелкового полка 119-й гвардейской стрелковой дивизии 10-й гвардейской армии 2-го Прибалтийского фронта. Участвовал в сражениях на территории Латвийской ССР.
4 августа 1944 года группа солдат во главе с Денисовым по болоту раньше других подразделений вышла к реке Айвиексте к северо-западу от посёлка Баркава Мадонского района. В это же время вблизи отступали через реку войска противника. Сняв часового, группа захватила вражескую лодку и начала переправляться. Пользуясь замешательством противника, Денисов переправил на лодке 25 солдат. Группа заставила вражеские войска отойти от западного берега Айвиексте. В бою Денисов лично уничтожил 14 вражеских солдат и офицеров.
Указом Президиума Верховного Совета СССР от 24 марта 1945 года за «образцовое выполнение боевых заданий командования на фронте борьбы с немецкими захватчиками и проявленные при этом мужество и героизм» гвардии сержант Осип Денисов был удостоен высокого звания Героя Советского Союза с вручением ордена Ленина и медали «Золотая Звезда» за номером 5395.
В ноябре 1945 года Денисов был демобилизован. Проживал в Улан-Удэ, работал командиром отделения военизированной охраны. Умер 25 августа 1957 года.
Был также награждён рядом медалей, в том числе медалью «За отвагу» (11.02.1944).

## Память
Бюст Денисова установлен в Подлопатках, в его честь названы улицы в Улан-Удэ и Подлопатках.